# Дејфоб
Дејфоб (грч. Δηιφοβος, лат. Deiphobus) је син тројанског краља Пријама и његове жене Хекабе.

## Митологија
Дејфоб се истакао као храбар ратник у Тројанском рату. Између осталих убио је вођу минијских трупа Аскалафа, сина бога рата Ареса.
После смрти свога брата Париса, оженио се његовом женом Хеленом, због чије је отмице и избио Тројански рат. Дејфоб је погинуо приликом упада Ахејаца у краљевску палату. Први Хеленин муж, Менелај, га је убио мачем у спаваћој соби.
Дејфоб припада истакнутим ликовима Илијаде, Одисеје и других дела о Тројанском рату.